# Meliphaga
Meliphaga és un gènere d'ocells de la família dels melifàgids (Meliphagidae).

## Descripció
Les espècies d'aquest gènere tenen el bec arquejat i robust. La llengua llarga i dividida en una sèrie de pèls al final. Els peus desenvolupats per grimpar, el dit exterior unit al mig, fins la primera articulació.
S'alimenten del suc de nectarina, present en totes les flors que extreuen amb el plomall de pèl de la punta de la llengua.

## Taxonomia i etimologia
El gènere va ser introduït per l'artista anglès John Lewin el 1808. L'espècie tipus és el menjamel de Lewin (Meliphaga lewinii). Antigament incloïa espècies addicionals. Quan uns estudis de filogenètica molecular van trobar que Meliphaga contenia dos clades diferents, el gènere es va dividir i la majoria de les espècies van ser traslladades al gènere recuperar Microptilotis, deixant només tres espècies a Meliphaga.
El nom Meliphaga combina el grec antic «meli» que significa “mel” i «phagos» que significa “menjar”.
Segons la Classificació del Congrés Ornitològic Internacional (versió 15.1, 2025) aquest gènere està format per tres espècies:
- Meliphaga aruensis - menjamel de les Aru.
- Meliphaga notata - menjamel de taques grogues.
- Meliphaga lewinii - menjamel de Lewin.